# Snaptun
Snaptun er en lille havneby i Østjylland ved Horsens Fjord med 482 indbyggere  (2024), beliggende i Glud Sogn. Byen ligger i Hedensted Kommune og hører til Region Midtjylland. Fra Snaptun er der færgeforbindelse til Hjarnø og Endelave.

## Snaptunstenen
En forårsdag i 1950 blev en halvrund flad sten, hvorpå der var indridset et mandshoved, fundet på stranden nær Snaptun. Relieffet på Snaptunstenen forestiller et mandshoved med en snoet moustache og en mund med et hul igennem hele sten, hvor der er ridser eller ar på læberne, og er tolket som en fremstilling af jætten Loke. Det var lavet på en fedtsten, der er 20 cm høj, 24,5 cm bred og 7,5 cm som stammer fra Norge eller Sverige, og er dateret til omkring år 1000.